# Опасный возраст (фильм, 1957)
Опасный возраст (англ. A Dangerous Age) — фильм 1957 года режиссёра Сидни Дж. Фьюри. Это малобюджетная история Сидни Дж. Фьюри о молодых влюблённых (Бен Пиацца и Энн Пирсон), которые бегут от равнодушного взрослого мира, — они просто хотят пожениться, но на каждом шагу сталкиваются с препятствиями, — остаётся чем-то вроде знакового в англо-канадском игровом кинопроизводстве.
По данным Канадской киноэнциклопедии, «это первый канадский полнометражный фильм за многие годы, получивший признание на Каннском фестивале и Венецианском международном кинофестивале, он заслужил серьёзное внимание международной критики и остаётся вехой канадского кинопроизводства. Его сдержанный, квазидокументальный стиль, выразительное использование локаций и то, что некоторые британские критики назвали его «честностью», резко контрастируют с голливудскими фильмами того же периода о «подростковом кризисе»».

## Сюжет
Нэнси, 17 лет, и Дэвид, 19 лет, молодые студенты колледжа, которые влюблены друг в друга и хотят пожениться. Их родители возражают, поэтому пара сбегает в США с поддельным свидетельством о рождении Нэнси. Дэвид передумывает, увидев ссору супружеской пары.
Им говорят, что нужно ждать двадцать четыре часа, поэтому они возвращаются через границу и их останавливает полиция. 
Дэвид уговаривает Нэнси бежать вместе с ним. Они убегают, но их ловит полиция. Дэвид и Нэнси решают подождать со свадьбой.

## В ролях
- Бен Пиацца[англ.] — Дэвид
- Энн Пирсон — Нэнси
- Джон Салливан
- Кейт Рид
- Эйлин Ситон
- Шейн Риммер
- Остин Уиллис
- Барбара Хэмилтон

## Производство
«Опасный возраст» начинался как часовая драма для CBC-TV, где 24-летний Фьюри работал сценаристом. История основана на реальном инциденте, когда Фьюри попытался сбежать, но был остановлен. 
Фильм финансировал отец Фьюри.
Фильм снимался в течение двенадцати дней в Торонто и его окрестностях, начиная с 9 августа 1957 года. Двое главных актёров были американцами, но остальные актёры были канадцами. «Это не эпос, но я думаю, что это хорошее развлечение для двойных счетов», — сказал Фьюри. Он добавил: «Это не канадская история. Она может произойти где угодно. Причина, по которой я привёз двух ведущих игроков из США, заключалась в том, что я просто не мог найти здесь актёров нужного мне типа».

## Реакция
Фильм получил высокую оценку критиков, когда вышел в Великобритании, где Фьюри признали новым талантом; однако в Канаде его проигнорировали. 
Фьюри продал фильм в США за тысячу долларов и смог вернуть деньги отцу.

### Критика
Газета Evening Standard заявила, что «канадские фильмы могут с гордостью выйти на мировой рынок», и назвала фильм «хорошим, захватывающим и, прежде всего, вселяющим надежду», снятым со «свежестью и энтузиазмом». 
Рецензент из Daily Herald «нашёл фильм захватывающим, и меня поразила самая подходящая фоновая музыка, которую я слышал за последние годы».
Газета Daily Telegraph пишет: «Мистер Фьюри очень хорошо передаёт атмосферу отсроченной надежды, которая так отвратительна для молодёжи. Он сделал многообещающий дебют в качестве режиссёра, и если бы из 69 минут, которые идёт фильм, вырезать 20 минут, он бы выглядел гораздо лучше, чем сейчас».
Газета Sunday Dispatch написала: «Прекрасно написанная и сыгранная, она тёплая, трогательная и честная».
Газета San Francisco Examiner писала, что «в нём чувствовалась нежная и тёплая свежесть».